# عبد المجيد كواح
عبد المجيد كواح (25 ديسمبر 1950 - 28 يوليو 2025)، هو كاتب وشاعر جزائري يكتب باللغة الفرنسية، من مواليد عين طاية.

## السيرة الذاتية
وُلد في عين طاية، بالقرب من الجزائر، خصّ عبد المجيد كواح مذكرة تخرّجه لنيل شهادة الماجستير في الأدب الحديث بالشعر الجزائري المكتوب باللغة الفرنسية. نُشرت قصائده في مجلات ألف (تونس)، Europe وÉditions du stencil (الجزائر).

### نفيه
بعد اغتيال رفيقيه الطاهر جاووت ويوسف سبتي سنة 1993، نُفي عبد المجيد كواح إلى تولوز، في كوينو. ككاتب مقالات أدبية، عمل مراسلاً دائماً لصحيفة وهران اليومية، وSoir d’Alger (الجزائر)، وAlgérie News وAlfa (مونتريال). شارك في العديد من البرامج الثقافية وأدار CRIDLA. كتب عبد المجيد كواح عدة مؤلفات، وأعمالاً أدبية نُشرت في العديد من المجلات المتخصصة في الجزائر وخارجها.

### وفاته
توفي عبد المجيد كواح في 28 يوليو 2025، عن عمر ناهز 74 عامًا، بعد معاناة طويلة مع المرض.